# 華南商業銀行

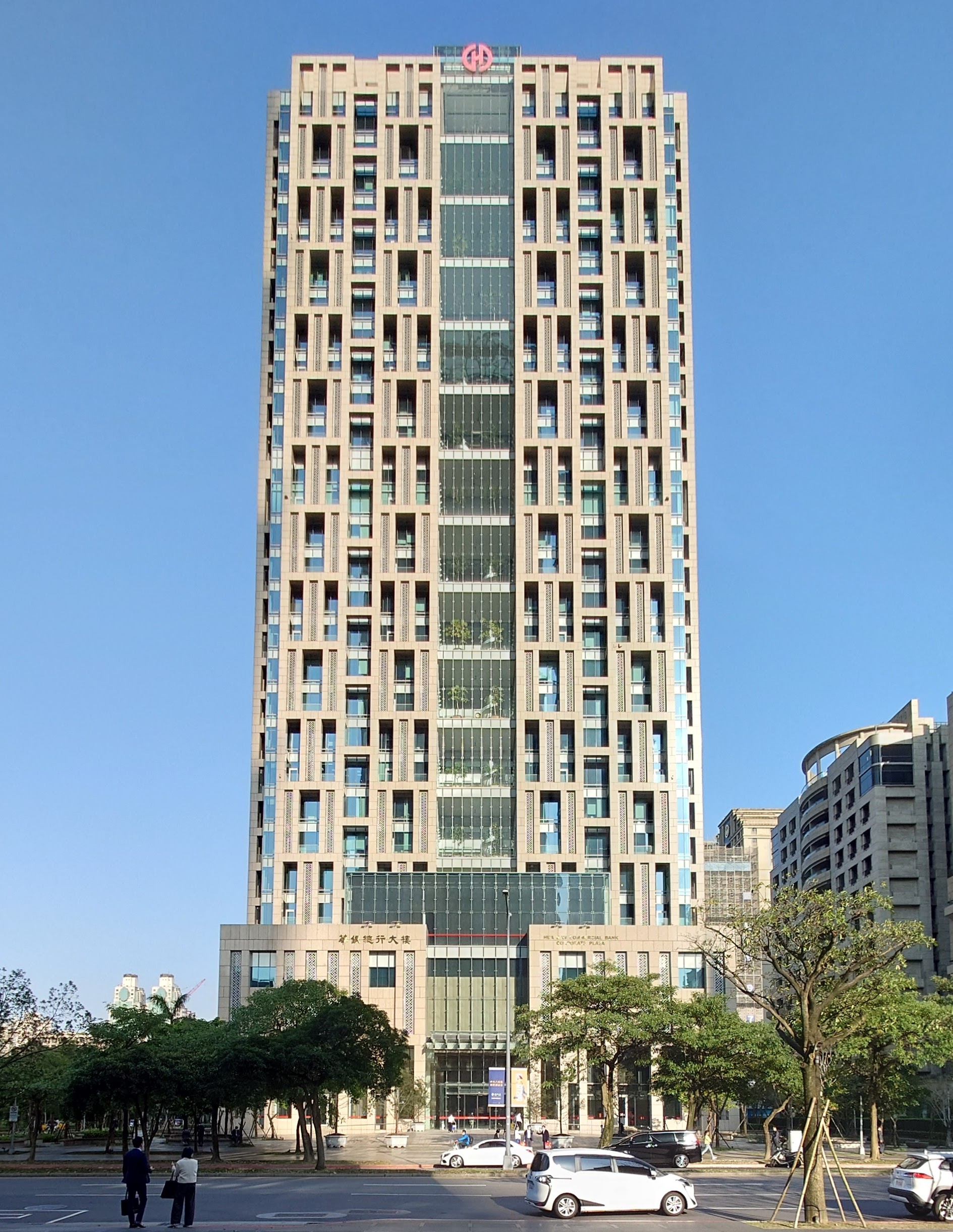
華南銀行總行世貿大樓，該行第二代總行行址

華南商業銀行，簡稱華南銀行、華銀，是臺灣大型商業銀行之一，由日治時期北部仕紳於1919年創立，為三商銀之一。現為華南金控旗下主要子公司，總部位於臺北信義計畫區，為臺灣「八大行庫」之一。2015年在全球擁有203間分行，包括海外12間分行、1處辦事處。

## 沿革

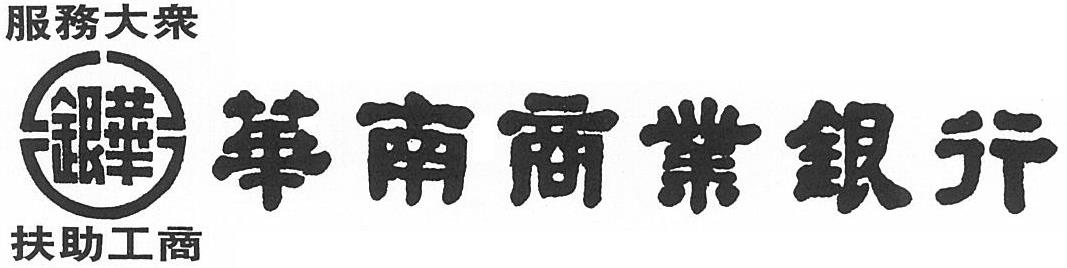
1980年代的華南銀行純文字商標

- 臺灣日治時期，板橋林家的長房林熊徵於1919年（大正8年）1月29日創設「株式會社華南銀行」，總部位於臺北市表町二丁目二番地（今臺北市館前路45號)。
- 1927年（昭和2年），林獻堂與陳炘等人在臺中市成立大東信託株式會社。
- 1945年，臺灣進入中華民國時代，各項日本在臺資產收歸國有，華南銀行與大東信託被收歸國有後合併。10月25日，林熊徵以臺灣省商業總會會長身份，獲選臺灣省代表參加中華民國政府還都南京典禮，向政府方面爭取讓華南銀行繼續存在。華南銀行的主要股份國有化，板橋林家的股本只剩2成，官股交由臺灣省政府管理，華南銀行成為省屬三商銀之一。
- 林熊徵在1946年底過世，華南銀行於民國36年（1947年）2月22日舉行股東大會，董事長由劉啟光出任。

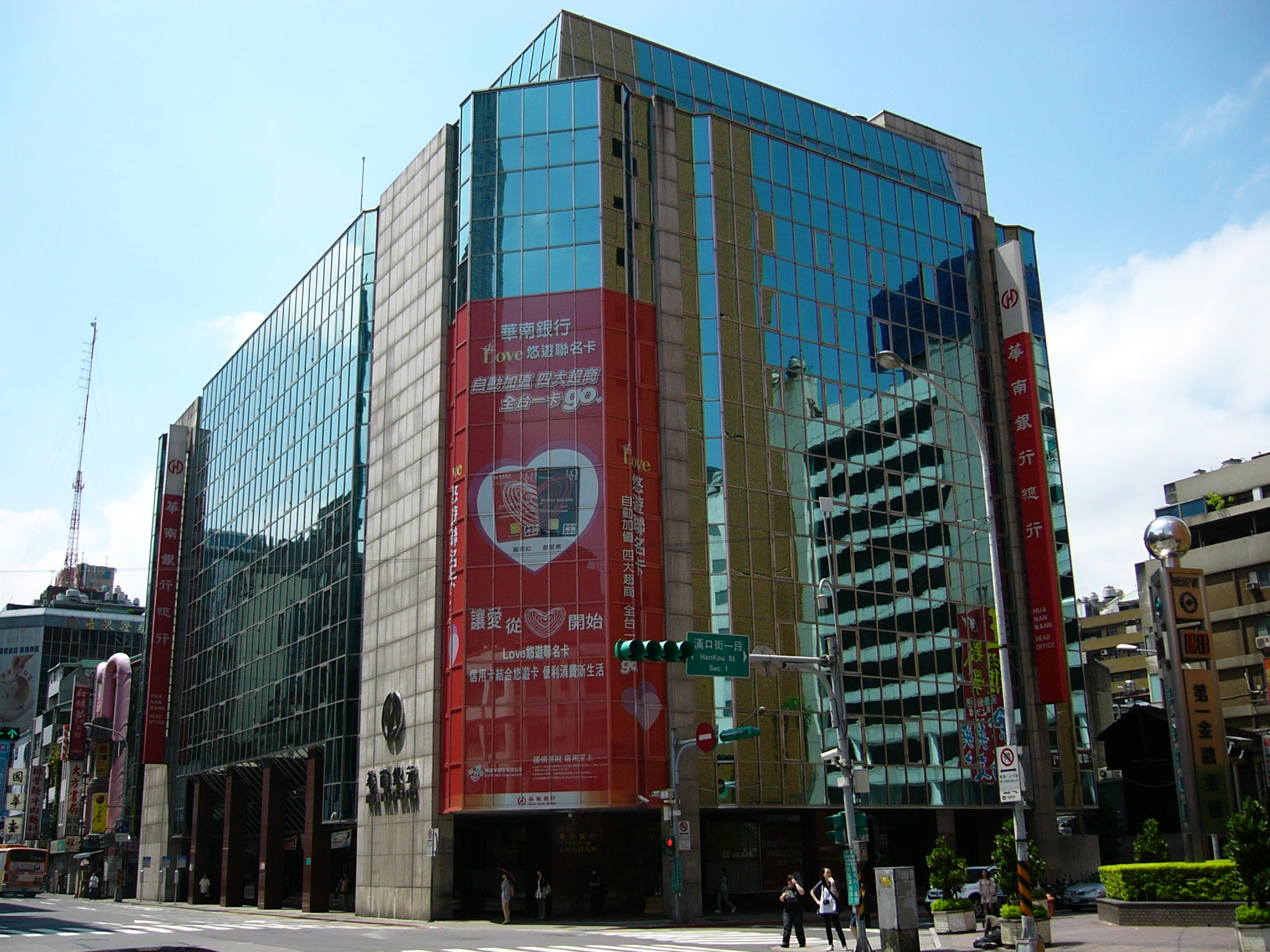
原華南銀行總行，現作為營業部

- 1947年3月1日，「華南商業銀行股份有限公司」成立；同月3日，華南銀行總行遷往臺北市中正區重慶南路164號（原臺北市本町二丁目55番地）。
- 1948年，華南銀行成立棒球隊，並與其他五支銀行棒球隊進行了臺灣早期棒球史重要的「銀行公會賽」（又稱「六行庫棒球賽」），直至1960年解散球隊。同年6月起華南銀行一年間先後在臺灣省各市鎮普設分行、辦事處共達六十餘單位。
- 1998年，官股釋出，華南銀行完成民營化。
- 2000年後，政府開放成立金融控股公司，華南銀行於籌備時期與永昌投信、永昌證券合併，後以換股方式成為華南金控旗下的子銀行。
- 2001年12月19日為華南金控開業日暨股票掛牌上市基準日，設總公司於臺北市，額定資本額為新臺幣1,000億圓。華南銀行則成為華南金控之子公司。
- 2014年12月27日，華南銀行總行由臺北市重慶南路一段38號遷往信義區松仁路123號（華南銀行總行世貿大樓），營業部還留在重慶南路。
- 2019年1月29日，華南銀行成立屆滿100周年，並舉辦成立一百週年慶祝酒會，以「百年傳承，永續華銀」為主軸。[2][3]

## 外部連結
- 華南銀行 （页面存档备份，存于）（繁體中文）
- 華南金控 （页面存档备份，存于）（繁體中文）